# 吴学愚
吴学愚（1915年7月—2000年），字愚公，号梅叟，男，浙江湖州人，中国耳鼻喉科专家、画家，曾任上海医科大学教授、博士生导师。